# Strom (graf)

Strom

V teorii grafů se jako strom označuje graf, který je souvislý a neobsahuje žádnou kružnici. Lze jej ovšem definovat i dalšími způsoby:
Následující podmínky pro neorientovaný graf G jsou ekvivalentní:
1. G je strom.
2. Každé dva vrcholy z G jsou spojeny právě jednou cestou (jednoznačnost cesty).
3. G je souvislý a po odebrání libovolné hrany se stane nesouvislým (minimální souvislost).
4. G neobsahuje kružnici, ale po přidání libovolné hrany vznikne v G kružnice (maximální graf bez kružnic) .
5. G je souvislý a {\displaystyle \left|V\right|=\left|E\right|+1}, kde V je množina vrcholů a E množina hran grafu G.

Stromy mohou být:
- neorientované
- orientované (kořenové)

## Les
Les je neorientovaný graf, ve kterém jsou libovolné dva vrcholy spojeny nejvýše jednou cestou. Ekvivalentní definice zní, že les je množina navzájem nepropojených stromů (odtud tedy jméno). Rovněž lze les definovat jako obyčejný graf, jehož žádný podgraf není kružnicí.

## Zakořeněný strom
Tzv. zakořeněný strom (též kořenový) má jeden význačný vrchol – kořen. Zakořeněním stromu je definována orientace hran: hrany pak vedou směrem od kořene (tato orientace je tak dána u každé hrany, protože strom je acyklický). Dále se definují tyto pojmy:
- Potomek určitého vrcholu je každý vrchol, do kterého vede z tohoto vrcholu orientovaná hrana
- Vrchol, který nemá potomky, se nazývá list
- Větev je (jednoznačně určená) cesta od kořene k listu

### Vztahy mezi uzly

#### Předchůdce a následovník
Uvažujme uzel A v kořenovém stromu, pak libovolný uzel X na jednoznačné cestě od kořene do uzlu A se nazývá „předchůdce“ uzlu A (předek). Uzel ležící na cestě z uzlu A do libovolného listu stromu se nazývá „následovník“ uzlu (potomek).

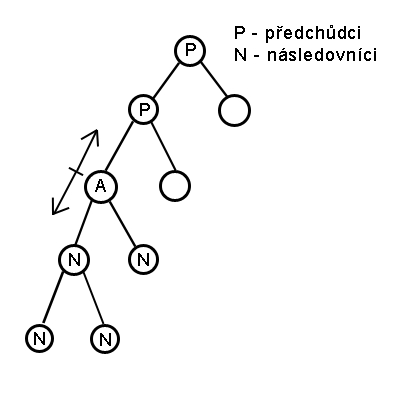
Předci a potomci ve stromu

#### Rodič a dítě
Bezprostředně následující uzel ve směru z kořene do uzlu se nazývá „dítě“ nebo „syn“ uzlu (anglicky child); uzel bezprostředně předcházející je „rodič“ uzlu (anglicky parent).
Kořen stromu nemá rodiče a list stromu nemá žádné syny. Ostatní uzly mohou mít libovolný počet synů.

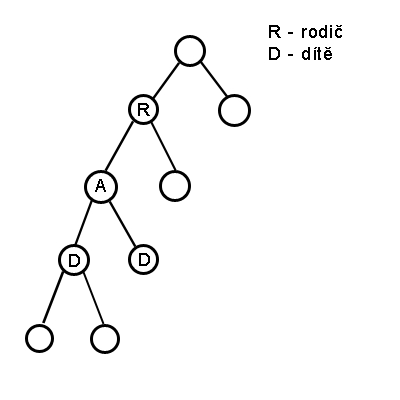
Rodič a dítě ve stromu

## Vlastnosti
- každý strom je bipartitní
- každý strom se spočetně mnoha vrcholy je rovinný
- kostra libovolného grafu je tvořena stromem
- jsou-li {\displaystyle d_{1},d_{2},\ldots ,d_{n}} stupně jednotlivých vrcholů, existuje na těchto vrcholech {\displaystyle {n-2 \choose d_{1}-1,d_{2}-1,\ldots ,d_{n}-1}} stromů (včetně těch, které jsou navzájem izomorfní)